# Jasione idaea
Jasione idaea är en klockväxtart som beskrevs av Nikolai Andreev Stojanov. Jasione idaea ingår i släktet blåmunkssläktet, och familjen klockväxter. Inga underarter finns listade i Catalogue of Life.